# Вплив пандемії COVID-19 на телеіндустрію
Пандемія коронавірусної хвороби 2019 суттєво вплинула на телевізійну індустрію, віддзеркалюючи свій вплив на всі сектори сфери мистецтва, спричинивши припинення або затримку виробництва телевізійних програм у багатьох країнах, що негативно вплинуло на доходи телеканалів (через продаж прав і реклами) і зайнятість працівників. Для сповільнення поширення інфекції запроваджено низку заходів та змін, зокрема запровадження соціального дистанціювання та обов'язкового домашнього карантину, також запроваджено відповідальність продюсерських компаній і мовників підтримувати безпеку всіх, хто бере участь у виробництві телепрограм.
За прогнозами агентства «Ampere Analysis», пандемія призвела до затримки принаймні 60 % сценарних телевізійних програм у всьому світі, включаючи принаймні половину програм, початково запланованих на другу половину 2020 року. Відбулося помітне збільшення кількості несценарних постановок, у тому числі менш масштабних серіалів, які можна створювати дистанційно, та які можна використовувати для заповнення розкладу передач, доки не відновиться виробництво програм зі сценарієм (зважаючи на те, що аудиторія може з часом втомитися від програм, присвячених пандемії).
Індустрія анімації майже не постраждала завдяки легкості віддаленої роботи для аніматорів.

## Телеіндустрія за регіонами

### Азійсько-Тихоокеанський регіон

#### Австралія
На каналі Network Ten призупинено студійний запис програми «The Project», сімнадцятого сезону «Танці з зірками Австралії», «Studio 10» і восьмого сезону «Have You Been Paying Attention?». Програму «Ви звертали увагу?» записували лише Том Глейзнер і невелика група продюсерів, які знімали шоу зі студії в Саут-Ярра, а всі учасники працювали дистанційно та використовували відеотелефонний зв'язок для забезпечення соціального дистанціювання.
Австралійський варіант «Survivor» — телешоу «Australian Survivor: All Stars Reunion» — знімали без глядачів, і проводив її Ошер Ґюнсберг, а не постійний ведучий серіалу Джонатан ЛаПалья у зв'язкуз обмеженням транспортного сполучення. Восьмий сезон австралійського варіанту телешоу, зйомки якого мали початися на Фіджі в квітні, було відкладено після рішення федерального уряду встановити обмеження на подорожі рівня 4, які значно перешкоджали міжнародним поїздкам (пізніше це було оновлено до прямої заборони на міжнародні поїздки). Канал «Network 10» також змінив маршрут перегонів для п'ятого сезону «The Amazing Race Australia», щоб знімати лише в Австралії, а не за кордоном, але пізніше й ці плани відкладено через обмеження на поїздки між штатами.
Зйомки восьмого сезону шоу «Холостяк» призупинили в середині сезону. Знімання телешоу «Сусіди» призупинили на два дні після того, як член знімальної групи контактував з якоюсь особою, у якої був позитивний тест на коронавірус. Відновивши виробництво, «Сусіди» запровадили нові правила, зокрема розділили знімальну групу та уникали інтимних сцен між акторами.
На телеканалі ABC призупинили випуск у студії телешоу «Q&A», «Shaun Micallef's Mad as Hell», і «The Weekly» з Чарлі Пікерінгом.
Телешоу «Австралійський воїн-ніндзя» від «Nine Network» заборонив глядачам відвідувати записи, за винятком членів сімей учасників. Шоу «Голос Австралії» призупинило запис програми через те, що учасники з-за кордону зіткнулися з двотижневим карантином після прибуття до Австралії.
Одинадцятий сезон «Gogglebox Australia» до початку пандемії знімався як зазвичай, але сталися зміни у зйомках, щойно пандемія досягла Австралії. 10 квітня, після початку епідемії в Австралії, учасники акторського складу Мік і Ді повідомили, що будуть самоізолюватися до кінця сезону; подальші зміни в шоу включали використання Джадом програмного забезпечення для відеоконференцій на своєму ноутбуці, що дозволило йому продовжувати участь у програмі зі своїм найкращим другом Метті та Сарою Марі (дружиною Метті); 91-річна Емілі (з родини Сілбері) самоізолювалася, а її донька Керрі та онука Ізабель залишалися в щотижневих епізодах до кінця сезону.
22 березня були призупинені зйомки серіалу «Додому і в дорогу» телеканалу Seven Network. Телеканал також вилучив шоу зі свого розкладу на 3 тижні та замінив його на перші 2 тижні новинним шоу «The Latest», і на третій тиждень першим тижнем 8-го сезону серіалу «Домашні правила». Виробництво серіалу відновлено 25 травня.
Шоу «Australia's Got Talent» відклало запис через те, що міжнародні таланти зіткнулися з чотирнадцятиденним карантином після прибуття до Австралії.
Щорічний Пертський телемарафон на Seven Network, який традиційно транслювався як марафон 26-годинної прямої трансляції, замість цього було скорочено до двох 3-годинних спеціальних випусків у прямому ефірі, які транслювалися 24 і 25 жовтня 2020 року. Спеціальні випуски були більше зосереджені на виконавцях із Західної Австралії, та особах, які не змогли прибути на марафон через міждержавні обмеження на поїздки.

#### Індонезія
Оскільки уряд закликав індонезійців «працювати, вчитися та молитися вдома», міністерство освіти та культури Індонезії співпрацювало з каналом TVRI для трансляції освітніх програм у спеціальному блоці в мережі «Belajar dari Rumah», починаючи з 13 квітня 2020 року. Блок складався з програми для дітей дошкільних закладів, навчальної програми для учнів початкової та старшої школи, а також програми для батьків у будні; а також національні фільми в декілька будніх вечорів, і дитячих прогам, ток-шоу та документальних програм у вихідні. Блок цих телепрограм виходив у ефір щодня з 08.00 до 11.00 по західноіндонезійському часу і з 21.30 до 23.30 по західноіндонезійському часу протягом кількох будніх днів, а також транслювався на «TV Edukasi».

#### Японія
Кілька аніме-студій заохочували своїх співробітників працювати вдома, хоча наймання аніматорів-фрилансерів у деяких студіях не дуже перешкоджала роботі. Було відкладено виробництво аніме, зокрема «A3! Season Spring & Summer», «A Certain Scientific Railgun T», «Infinite Dendrogram», «Koisuru Asteroid», «The Millionaire Detective Balance: Unlimited», найімовірніше внаслідок пандемії. Виробництва, які значною мірою покладаються на аутсорсинг проміжних робіт і роботу з розфарбовування в студіях у Китаї, найбільше постраждали від пандемії COVID-19 у зв'язку з обмеженням міждержавного транспортного сполучення, які унеможливлюють фізичну доставку робіт через державний кордон особисто.
31 березня засоби масової інформації повідомили, що компанія «Toei» закрила свою токійську студію на дезінфекцію після того, як напередодні у головного актора серіалу «Машин Сентай Кірамагер», 44-го сезону багаторічного серіалу «Супер Сентай», Ріо Комія (Джуру Ацута) підтвердився позитивний результат тесту на COVID-19, після чого виробництво серіалу призупинили. Однак 3 квітня компанія «Тоеі» опублікувала заяву про те, що студія не була закрита, незважаючи на те, що повідомляли новини та засоби масової інформації, посилаючись на новини як на дезінформацію. Станом на 5 квітня стан здоров'я Комії покращувався, а через чотири дні його виписали з лікарні та перевели на двотижневий домашній карантин. 10 травня повідомлено про перерву у зйомках серіалів «Машин Сентай Кірамагер» і «Камен Райдер Нуль-Один», 30-й сезон давньої франшизи «Камен Райдер». Замість стандартних щотижневих епізодів «Кірамагер» транслювався нульовий епізод-приквел, у якому детально розповідалося про події до серіалу, а також режисерські версії перших двох епізодів серіалу. У «Камен Райдер Нуль-Один» вийшли 5 спеціальних епізодів, які розповідають про події серіалу в 35 епізодах, випущеними до перерви, причому 2 з цих епізодів під назвою «Special President» розглядаються з точки зору Аруто Хідена та його секретаря Іса, а третій епізод під назвою «Спеціальна стрільба» буде з точки зору Ісаму Фува та Юа Яйби. 27 травня було повідомлено, що зйомки серіалу «Камен Райдер Нуль-Один» відновляться 1 червня після того, як Японія скасувала надзвичайний стан за два дні до цього, хоча з новими правилами, які слід застосовувати під час зйомок решти епізодів. 7 червня телекомпанія TV Asahi повідомила, що регулярні щотижневі епізоди «Камен Райдер Нуль-Один» і «Машин Сентай Кірамагер» будуть виходити з 21 червня.
Не лише аніме-серіали, але й драматичні серіали призупинили виробництво, щоб стримати поширення інфекції, і більшість телевізійних станцій транслювали фільми зі своїх архівів. На Nippon TV перенесено розклад трансляції серіалу «Haken no Hinkaku 2» з Рьоко Сінохара та Йо Оідзумі в головних ролях, а також перенесено розклад серіалу «Miman Keisatsu» з Кенто Накадзіма та Шо Хірано в головних ролях. На Tokyo Broadcasting System Television перенесено розклад ефіру «MIU404» з Ген Хосіно та Гоу Аяно в головних ролях, а також перенесено графік трансляції серіалу «Ханзава Хаокі 2» з Масато Сакаї та Міцухіро Оікава в головних ролях. На Fuji TV перенесено трансляцію «Неоспіваної Попелюшки» з Сатомі Ісіхарою та Нанасе Нісіно в головних ролях, а також призупинено трансляцію 2 сезону серіалу «Костюми» з Юто Накадзіма та Юко Аракі в головних ролях. Тим часом телеканал NHK оголосив про перенесення розкладу трьох драматичних серіалів внаслідок пандемії. Телеканал повідомив, що дата трансляції серіалів буде оголошена в довіднику програм і на вебсайті, щойно буде прийнято рішення.
19 квітня 2020 року TV Tokyo, MediaNet і ShoPro оголосили про призупинення показу аніме-серіалу «Покемон», а виробництво серіалу тимчасово призупинено. Повтори старих епізодів почали транслювати з 26 квітня по 31 травня 2020 року. Пізніше виробничий персонал повідомив, що трансляція нових епізодів відновиться 7 червня 2020 року. Крім того, виробництво багатьох аніме-шоу компанії «Toei» було призупинено внаслідок пандемії, включаючи «Healin' Good Pretty Cure» (на епізоді 12) і Пригоди діґімонів (сезон 2020 року) (на епізоді 3). Станом на 19 квітня 2020 року «Fuji TV» і «Toei Animation» підтвердили, що аніме-серіали «One Piece» будуть перервані, виробництво нових епізодів буде тимчасово відкладено, а їхнє місце замінять повтори старих епізодів. 26 квітня 2020 року компанія «Nippon Animation» повідомила, що трансляція нових епізодів аніме «Чібі Маруко-чан» призупинена на невизначений термін внаслідок того, що коронавірус вперше виявлений у Токіо. Також станом на 26 квітня 2020 року було призупинено виробництво низки аніме-серіалів унаслідок труднощів з постачанням і виробництвом, включаючи деякі серіали, такі як Black Clover, Boruto: Naruto Next Generations, Duel Masters King, Kingdom (3 сезон), «Major 2» (2 сезон).
Станом на 9 травня 2020 року повідомлялося, що під час кризи охорони здоров'я було завершено виробництво 9 аніме-серіалів.

#### Малайзія
У Малайзії в березні 2020 року призупинено всі зйомки. 19 травня уряд дав дозвіл кіноіндустрії відновити свою діяльність після свята Харі Рая Айділфітрі.

#### Філіппіни
Телевізійні ток-шоу, реаліті-шоу, вар'єте та ігрові шоу на Філіппінах тимчасово знімалися без живої аудиторії. 9 березня компанія «TAPE Inc.» повідомила про припинення допуску живої аудиторії на своє вар'єте-шоу «Eat Bulaga!», яке транслюється на GMA Network; ABS-CBN наслідували їхній приклад, та повідомили 10 березня, що вони зроблять те саме для своїх телевізійних шоу, зокрема «It's Showtime», «Banana Sundae», «Magandang Buhay», другого сезону філіппінської версії «I Can See Your Voice» та «ASAP». Пізніше телекомпанія «GMA Network» також припинила допуск глядачів на зйомки шоу «Wowowin» (включаючи суботній прайм-тайм), «All-Out Sundays», «Centerstage», «The Boobay» і «Tekla Show», «Mars Pa More», а «GMA News TV» заборонила допуск глядачів на шоу «Idol sa Kusina» та «Tonight with Arnold Clavio».
14 березня 2020 року телеканали «ABS-CBN» і «GMA Network» оголосили, що вони призупинять виробництво своїх драматичних і розважальних шоу з 15 березня (того самого дня, коли карантин, оголошений президентом Родріго Дутерте, було запроваджено в Манільській агломерації та сусідніх провінціях). Таким чином, «ABS-CBN» транслювала свої раніше випущені шоу, тимчасово доступні для перегляду в прайм-тайм: «100 днів до раю», «May Bukas Pa» і «On the Wings of Love». Крім того, телевізійна мережа показала телевізійний серіал «iWant I Am Ti». Наступного тижня шоу «Walang Hanggan», "The Legal Wif"e і «Got to Believe» повторно демонструвалися в денному блоці програм, крім того, «Wildflower», «Tubig at Langis» і ремейк китайської версії «Meteor Garden» 2018 року демонструвались у прайм-тайм. «GMA Network» наслідувала цей приклад із шоу «Ika-6 na Utos», «Encantadia», «Kambal», «Karibal», «My Husban's Lover», «Alyas Robin Hood» та «Onanay».
18 березня 2020 року телеканали «GMA News TV» і «CNN Philippines» повідомили, що вони тимчасово припиняють ефір, починаючи з 19 березня, причому другий з них припиняє роботу, оскільки всесвітній корпоративний центр у Мандалуйонгу, де розташовані їхні новинні агентства та студії, дезінфікується після підтвердженого випадоку в офісах одного з орендарів офісного центру. Два телеканали зрештою повернулися 20 і 23 березня відповідно, з «GMA News TV», який звільнив місце для тимчасової одночасної відеотрансляції «DZBB-AM» і його студійних програм.
Одночасно ліцензія на мовлення «ABS-CBN» не була продовжена Конгресом Філіппін після закінчення терміну її дії, і тому 5 травня 2020 року Національна комісія з телекомунікацій припинила трансляцію безкоштовних телевізійних і радіостанцій компанії, що викликало численні внутрішні суперечки та додаткову увагу в усьому світі, після того, як Європейський парламент оприлюднив резолюцію, яка може призвести до скасування сертифікатів GSP філіппінських продуктів, якщо не будуть припинені переслідування журналістки Марії Ресси разом із відмовою Конгресу Філіппін надати «ABS-CBN» нову 25-річне ліцензію на мовлення. Вважається, що відкликання ліцензії пов'язане з критичним висвітленням у мережі новин президента Дутерте та його адміністрації, а також загальна бездіяльність Конгресу Філіппін щодо відновлення їх ліцензії на мовлення, оскільки це питання виникло ще в 2016 році. Хоча причина закриття була не безпосередньо пов'язана з COVID-19, деякі оглядачі висловили занепокоєння щодо його впливу на зусилля громадськості щодо стримування пандемії. У своїй заяві керівництво «ABS-CBN» зазначило, що «мільйони філіппінців втратять своє джерело новин і розваг, коли телеканалу „ABS-CBN“ буде наказано припинити ефір на телебаченні та радіо сьогодні (5 травня 2020 року), коли людям потрібна важлива та своєчасна інформація, оскільки нація бореться з пандемією COVID-19».
Крім того, представник регіону Албай Джоуї Салседа попередив, що припинення роботи мережі може додати до 2600 випадків COVID-19, оскільки багато глядачів втратять важливе джерело інформації про те, як захистити себе під час пандемії. Віце-президент Лені Робредо (яка не належить до партії Дутерте) поставила під сумнів цей крок, оскільки вважає, що діяльність мережі допомогла в роботі зі стримування COVID-19 більше, ніж офшорні ігрові операції в країні, і додала, що закриття може коштувати втрату стимулу до життя тисяч, які втратять можливість бачити їх роботу. Преміум-мережа компанії «ABS-CBN News Channel» продовжила виходити в ефір як кабельна мережа, продовжуючи надавати повні оновлення новин, а також підтримуючи облікові записи «ABS-CBN» у соціальних мережах і каналах YouTube, а також у її міжнародних мережах, включаючи «The Filipino Channel».
22 березня відбулася трансляція на телебаченні благодійного концерту «Pantawid ng Pag-ibig: At Home Together Concert», спрямованих на допомогу тим, хто найбільше постраждав від посиленого карантину на Лусоні в 2020 році.
Після переходу до загальнонаціонального карантину більшість шоу продовжили виробництво з дотриманням протоколів безпеки, зокрема записи в ізоляції, під час яких артисти були ізольовані в міхурі безпеки, та повинні були залишатися на території визначених готелів протягом циклів запису, а також носити щитки для обличчя під час запису певних програм у студії.

#### Сінгапур
7 лютого 2020 року уряд Сінгапуру повідомив, що рамкова схема системи реагування на спалахи захворювань була підвищена до помаранчевого рівня, а телеканал «Suria» провів спеціальний живий концерт до 20-ї річниці каналу, який був останньою програмою після початку пандемії, яка транслювалася в прямому ефірі з аудиторією, серед яких почесним гостем була президент Сінгапуру Халіма Якоб. Останні три епізоди 26-го сезону ігрового шоу «The Sheng Siong Show» на телеканалі «Channel 8», що транслювалися в прямому ефірі (з першим епізодом, який вийшов в ефір наступного дня, 8 числа), почали призупиняти свою студійну аудиторію, хоча учасники все ще запрошуються на сцену для студійних частин, включаючи тисячократну грошову винагороду; програми, які раніше транслювалися в прямому ефірі, такі як «Te: Ra Seh 4.0» і «Sinar Lebaran 2020», також пішли подібним шляхом, і продовжували виробництво без живої аудиторії.
Після того, як Сінгапур запровадив свої карантинні обмеження (під назвою «Повне відключення») з 7 квітня по 1 червня, телеканали «Suria» та «Vasantham» починаючи з 8 квітня розпочинали свої трансляції раніше, о 9 ранку, а прем'єри нових місцевих шоу за участю знаменитостей з 9 квітня відбувалися вранці та вдень. Проте деякі повтори вдень були зарезервовані в певні дні для трансляції оновлених повідомлень прем'єр-міністра Лі Сянь Луна. 12 квітня «Channel 5» розпочав показ фільму 2019 року «Людина-павук: Далеко від дому», повтор фільму відбувся раніше, а не в середньому за 2-3 роки після його виходу на екран, як інших фільмів, які нещодавно транслювали по телебаченню. До цього часу драматичні фільми на медичну тематику «Велика біла дуель» і «Мої ангели-охоронці» були вперше показані як драми о 19:30 та 21:00 на відповідно «Channel 8», щоб привернути увагу до себе. Повторний показ ще однієї драми на медичну тематику «Ти можеш бути ангелом 3» розпочався 29 травня о 17:30 після закінчення «Моїх ангелів-охоронців» і « Великого білого поєдинку» 15 і 26 травня відповідно.
Багато інших сінгапурських телешоу також перенесли виробництво або затримали трансляцію на пізнішу дату, зокрема щомісячний кримінальний документальний телевізійний серіал «CrimeWatch», щорічна церемонія «Star Awards» (спочатку перенесена на 26 квітня, а потім перенесена на 2021 рік), і 27-ий сезон «The Sheng Siong Show» (перенесений з 9 травня на 6 червня). Після призупинення виробництва місцевих серіалів Channel 8 почав транслювати закордонні серіали як заміну місцевих серіалів о 19:30 та 21:00, починаючи з «Серця та жадібності» та «Небесного замку», а також дубляжу мандаринською мовою серіалу «Тітудао: Натхненний справжньою історією зірки Ваянг».
25 квітня о 19:55 місцевого часу усі канали «Mediacorp» транслювали коротке п'ятихвилинне музичне відео знаменитостей і музикантів, які співають пісню Кіт Чан «Home» як данину пам'яті тим, хто безпосередньо боровся зі спалахом хвороби, і про долю трудових мігрантів під час спалаху. 1 червня о 19:30 на всіх каналах «Mediacorp» транслювалося друге короткометражне відео під назвою «Stronger As One», яке віддало належне поточним подіям і містило фрагмент пісні Стефані Сан «We Will Get There».
Обидва платні телевізійні канали «StarHub» і «SingTel» (разом із відповідними додатками «StarHub GO» і CAST) також повідомили про безкоштовний перегляд під час карантину з 20 березня по 1 червня та з 1 квітня по 30 червня відповідно. 2 червня, після послаблення карантину в Сінгапурі, «StarHub» продовжив попередній безкоштовний перегляд до 30 червня.

#### Південна Корея
Значна частина телешоу продовжували показ, як було заплановано, однак телешоу з подорожами або поза межами студій, зокрема «Running Man» на SBS, «2 Days & 1 Night» на KBS 2TV і «Real Man 300» на MBC, були призупинені. Частина телешоу для забезпечення соціального дистанціювання допускали менше глядачів, зокрема «Immortal Songs» на KBS 2TV, «Sketchbook Ю Хі Йола» і «King of Mask Singer» на MBC. Конкурсні передачі на телеканалі Mnet, зокрема «Road to Kingdom» (продовження передачі «Queendom») і «Good Girl» повністю змінилися, та складались лише з однієї частини замість двох, і під час передач не проводилось живих шоу. Також змінилася процедура голосування на шоу, і голосувати могли лише учасники.
У таких музичних шоу, як «The Show» на SBS MTV, «Show Champion» на «MBC M», «M Countdown» на Mnet, «Music Bank» на KBS 2TV, «Show MBC !» на Music Core і «Inkigayo» на SBS, також проводились без глядачів. Замість них вони використовували заздалегідь записані крики та плескання.

### Латинська Америка

#### Аргентина
З початку загальнонаціонального карантину в Аргентині кількість телеглядачів в країні зросла на 30 % протягом тижня з 17 по 22 березня 2020 року. Телемережі збільшили ефірний час ток-шоу та випусків новин, у той час як реаліті-шоу все ще продовжували виходити в ефір.
5 квітня на всіх 6 телеканалах транслювалося спеціальне шоу зі збору коштів для Червоного Хреста на забезпечення лікарень і медичних центрів. У шоу під назвою «Unidos por Argentina» брали участь знаменитості та відомі персони аргентинських засобів масової інформації. Загальна сума пожертв досягла 87938624 песо.
Єдина теленовела «Separadas», яка транслювалася на телебаченні до початку пандемії, (яка транслювалась на каналі «El Trece»), була вилучена з програми після виходу в ефір 19 березня, а її виробництво тимчасово призупинено. Через два місяці продюсерська компанія «Pol-Ka» остаточно скасувала шоу внаслідок «економічних причин», після чого на аргентинських телеканалах не залишилось сценарних програм.
Перші випадки COVID-19 з'явились серед працівників аргентинського телебачення в червні 2020 року. Першими виявили хворобу в продюсерів ігрового шоу телекомпанії «Telefe» «El Precio Justo», після чого шоу було перервано, а замість нього заплановано повтори. Пізніше ведуча «El Precio Justo» Лізі Тальяні повідомила, що у неї діагностували COVID-19. Канал «Telefe» також повідомив, що ток-шоу «Cortá por Lozano» транслюватиметься з ведучими та учасниками дискусії з їх помешкань для запобігання інфікування. Новинний канал C5N був змушений запровадити карантинні заходи для запобігання новим випадкам хвороби після того, як в одного з журналістів каналу підтвердився позитивний результат тесту на COVID-19.

#### Бразилія
Телеканал TV Globo змінив розклад програм, розширивши звичайні новинні програми та скоротивши розважальні програми. Це включало призупинення зйомок теленовел каналу для безпеки акторів і знімальних груп. Унаслідок цього поточну теленовелу «Любов матері», що виходила о 21:00, було замінено серіалом «Fina Estampa» 2011 року випуску, поточний серіал «Salve-se Quem Puder» о 19:30 замінено серіалом «Totalmente Demais» 2015 року випуску, а новий серіал, який мав дебютувати на телебаченні, «Nos Tempos do Imperador» о 18:00 було замінено на серіал «Novo Mundo» 2017 року. Тележурналістам старшим 60 років було наказано працювати дистанційно.

#### Мексика
У Мексиці у зв'язку з значним загостренням кризи охорони здоров'я очікувалися значні зміни в розкладі мовлення. Оскільки криза охорони здоров'я поширилася на Іспанію та Бразилію, то виникли труднощі з трансляцією закордонних спортивних ліг, також очікувалося, що це матиме певний вплив на виробництво теленовел. Крім того, оскільки кількість позитивних тестів на душу населення в країні була на початку пандемії відносно невеликою, то важко сказати, що ситуація всередині Мексики краща, ніж в інших країнах, що розвиваються, то малоймовірно, що серед хворих з підозрою на COVID-19 чи потенційно інфікованого хворого з'явиться велика кількість представників мексиканських телеканалів. Однак вважається, що мінімальна кількість персоналу телеканалів під час пандемії сприяє роботі телерадіокомпаній, оскільки це сприяє зниженню поширення хвороби серед працівників телебачення.

### Англомовна Америка

#### Канада
Як і в інших регіонах, пандемія змусила модифікуватися телеіндустрію в Канаді, включаючи переформатування програм, задля того, вони не використовували студійну аудиторію або створювалися дистанційно, а також призупинення зйомок для міжнародних сценаріїв, які відбувалися в країні — зокрема зйомки у Ванкувері серіалів «Бетвумен», «Флеш», «Рівердейл» і «Надприродне», а також «Крізь сніг» і «Сліпота». 24 березня 2020 року виробництво восьмого сезону телешоу «Великий брат» в Канаді закінчилося, а фінал сезону вийшов в ефір 1 квітня без оголошення переможця.
Як премія «Джуно», так і «Canadian Screen Awards», трансляція яких була запланована на березень, були скасовані. Зрештою «Canadian Screen Awards» оголосила своїх переможців через пряму трансляцію протягом тижня з 25 по 28 травня, тоді як премія «Джуно» була проведена як онлайн-подія 29 червня. 22-га Квебекська кінематографічна премія також була скасована, а організатори оголосили переможців через пряму трансляцію 10 червня.
У зв'язку з призупиненням розіграшу Національної хокейної ліги телеканал CBC замінив свою щотижневу трансляцію «Ніч хокею в Канаді» на «Ніч кіно в Канаді» — подвійний показ канадських фільмів. Через скасування практично всіх спортивних трансляцій у прямому ефірі, ТСН і «Sportsnet» вирішили показати повтор різних минулих спортивних трансляцій, включаючи всі матчі плей-офф чемпіонату 2019 року «Торонто Репторз». Окрім «Ночі кіно в Канаді», під час пандемії телеканал CBC також запустив низку інших спеціальних короткострокових серіалів, зокрема «What're You At?», дистанційне недільне вечірнє ток-шоу з Томом Пауером та серіал у четвер увечері «Hot Docs at Home», та показали кілька художніх документальних фільмів, прем'єра яких була запланована на скасованому канадському міжнародному фестивалі документального кіно «Hot Docs».
Щоб розширити свою доступність, CBC і «Bell Media» зробили свої канали новин «CBC News Network», CP24, «CTV News Channel» і «Ici RDI» доступними як безкоштовний попередній перегляд на платних телевізійних провайдерах, а також безкоштовно доступними для потокової онлайн-трансляції без автентифікації на «TV Everywhere». Унаслідок обмеження ресурсів CBC тимчасово замінив свої місцеві вечірні випуски новин на одночасну трансляцію з мережі «CBC News Network», яка поєднує контент від місцевих журналістів і журналістів загальнонаціональних каналів, рішення, яке було розкритиковане прем'єр-міністром Острова Принца Едуарда Деннісом Кінгом («CBC News: Compass» — це єдина щоденна місцева телевізійна програма новин у провінції).
Благодійна подія «Stronger Together, Tous Ensemble» транслювалася на більшості великих канадських мовників 26 квітня 2020 року; її подивились приблизно 11,5 мільйонів глядачів, це була найпопулярніша неспортивна телепередача в історії Канади. 22 травня 2020 року CTV показало спеціальну програму «Непотоплювана молодь», яку вели Сілкен Лауманн і Майтрейі Рамакрішнан у партнерстві з «Kids Help Phone», щоб привернути увагу до психічного здоров'я молоді після пандемії, і «WE Celebrate: Class of 2020» 6 червня за участю Ліллі Сінгха.
У середині серпня 2020 року повідомлялося, що місцеві профспілки вийшли з глухого кута в переговорах з американськими студіями щодо безпеки та протоколів тестування для своїх студій у Ванкувері.

#### США
Пандемія COVID-19 стала подією, яка справила найбільший вплив на телевізійне виробництво в США, після страйку Гільдії сценаристів Америки 2007—2008 років, який перервав майже все виробництво сценаріїв телепродукції. Після початку карантинних обмежень і запровадження домашнього карантину, що призвело до припинення майже всього телевізійного виробництва в масштабах усієї галузі, мережі залежали від залишків завершених програм, які ще не вийшли в ефір (що призвело до того, що деякі завершені програми випущено в ефір як непередбачені випадки замість інших програм), решти завершених епізодів серіалів, виробництво яких було перервано, програм, розроблених або адаптованих для дистанційного виробництва, включаючи ток-шоу, програми без сценарію, одноразові розважальні програми (наприклад, багатомережеву одночасну трансляцію «One World: Together at Home»), та кіберспортивні події як альтернативу скасованим або відкладеним професійним заняттям спортом.
22 травня Джорджія стала першим штатом США, який опублікував рекомендації щодо карантинних заходів під час кіно- та телевиробництва. 12 червня Каліфорнія почала дозволяти відновлення кіно- та телевиробництва; мильні опери великої трійки телевізійних телекомпаній були одними з перших, які відновили виробництво (перші епізоди «Зухвалих і красивих» знову почали демонструватися в липні). Тайлер Перрі завершив виробництво наступних сезонів своїх драм на телеканалі BET «Sistas» і «The Oval» у липні та серпні 2020 року відповідно у своєму офісі в Атланті у комплексі «Tyler Perry Studios», використовуючи стратегію «міхура безпеки», причому «Sistas» став першим серіалом у прайм-тайм у США, який завершив сезон виробництва відповідно до протоколів безпеки COVID-19.
У липні деякі нічні ток-шоу почали переходити з домашніх форматів, повертаючись до нових або переналаштованих студій без студійної аудиторії, та продовжуючи використовувати дистанційні інтерв'ю для гостей. Інші реаліті-серіали, виробництво яких було призупинено або відкладено внаслідок пандемії, такі як «America's Got Talent», «Big Brother» і «Love Island» також почали процес повернення трансляції з додатковими заходами безпеки (а у випадку з «America's Got Talent» і «Love Island» зйомки проводились в інших місцях, ніж зазвичай).
На осінні розклади основних мереж мовлення 2020 року вплинули затримки у виробництві та інші непередбачені обставини, оскільки вони більшою мірою покладалися на придбання та імпорт нових телевізійних телеканалів у США, відкладені та/або перенесені літні серіали та іншу продукцію без сценарію (яка потребує менше часу для створення), щоб заповнити проміжки часу, доки серіал за сценарієм не зможе повернутися в ефір.

### Європа
18 березня 2020 року Європейська мовна спілка оголосила про скасування пісенного конкурсу Євробачення 2020; який мав відбутися в нідерландському місті Роттердамі 12, 14 і 16 травня. Роттердам залишився господарем конкурсу 2021 року на 18, 20 і 22 травня 2021 року, і країни повинні були подати нові заявки; багато країн оголосили про плани залишити своїх обраних виконавців на 2020 рік із новими піснями на 2021 рік. Європейська мовна спілка повідомила, що 16 травня (початкова дата фіналу 2020 року) пройде позаконкурсний спеціальний випуск «Євробачення: Європо, запали світло», за участю артистів, які мали брати участь у тогорічному конкурсі.
Дитячий пісенний конкурс Євробачення 2020, який проходив у столиці Польщі Варшаві, проходив у дистанційному форматі, більшість виконавців виступали зі студій у своїй країні. У вересні 2020 року Європейська мовна спілка повідомила, що для пісенного конкурсу Євробачення 2021 будуть плани на випадок непередбачених обставин, які дозволять використовувати дистанційний формат як крайній захід, але з іншими доступними варіантами, включаючи менш людну постановку з обмеженою аудиторією, та можливість для країн виступати дистанційно, якщо їх виконавець не може поїхати до Нідерландів.

#### Бельгія
Карантин у Бельгії змусили місцеву студію «Woestijnvis» (відомої за реаліті-шоу «The Mole») створити серію спортивних змагань «The Container Cup», де обладнання доставляється додому учасникам у транспортних контейнерах, оснащених камерою. Здобувши популярність, передача була обраний для продажу на міжнародних ринках, таких як Італія, Іспанія та Сполучені Штати Америки.

#### Німеччина
Оскільки в Німеччині значно зросла кількість випадків хвороби, були випадки, коли заплановані трансляції переносилися або призупинялися та проходили без аудиторії.

#### Нідерланди
Нідерландський реаліті-серіал «Wie is de Mol?», який знімав свій останній епізод перед натовпом у Вонделпарку, вирішив знімати свій двадцятий сезон без глядачів. З 15 березня почалися зйомки сатиричної телепрограми «Zondag met Lubach» без глядачів. Виробництво щоденної мильної опери «Хороші часи, погані часи» призупинено, оскільки канал вирішив транслювати з 23 березня 2020 року лише 4 епізоди на тиждень замість 5.

#### Іспанія
З другого тижня березня 2020 року всі студійні програми телебачення Іспанії програми знімалися без глядачів. Одинадцятий сезон музичного шоу-конкурсу «Operación Triunfo» було призупинено для запобігання поширення інфекції під час епідемії коронавірусної хвороби. Комедійні програми «Late Motiv», «El intermedio» та «El Hormiguero» вирішили створити недорогі програми, у яких залучатиметься менше людей і будуть активніше використовувати відеоконференції, щоб уникнути зараження. Крім того, телевізійні ігрові шоу, такі як іспанська адаптація британського телешоу «The Chase» («El Cazador»), були призупинені або використовували архівні епізоди.
Крім того, більшість телевізійних серіалів призупинено та/або перервано, зокрема записи останнього сезону «La que se avecina» або 2-го сезону «Señoras del (h)ampa». Біографічний серіал про життя та смерть Крістіни Ортіс «Венено», відбулась прем'єра лише 1 із 8 епізодів у «Atresplayer Premium» 29 березня 2020 року, і повідомлено, що решта епізодів не транслюватиметься до подальшого повідомлення.

#### Велика Британія
Канал BBC відклав зйомки знаменитої версії змагальної програми «Гонка по всьому світу», зйомки якої мали початися у квітні 2020 року. Наступного тижня телеканал призупинив виробництво серіалів «Гострі картузи» і «За службовими обов'язками». Творці шоу «Суботній вечір Ant & Dec на винос» скасували фінальну зйомку в Дісней Ворлд після закриття парку. 15 березня зйомки другого сезону серіалу Netflix «Відьмак» у Великій Британії були припинені на 2 тижні. Починаючи з 16 березня телешоу «Джеремі Вайн», «Розкуті жінки» і «QI» знімались без студійної аудиторії. 18 березня BBC призупинила виробництво своїх медичних драм і мильних опер, зокрема «Мешканці Іст-Енду», «Потерпілий», «Лікарі» і «Holby City».
BBC повідомила, що з 20 квітня 2020 року виділить ресурси для забезпечення освітніх програм як доповнення до скасованих занять, включаючи 14 тижнів «вивчення основного предмету». Це включало «Bitesize Daily» (щоденні 20-хвилинні програми на iPlayer для 6 вікових груп), група передач у будні дні на BBC Four, присвячених екзамену на базовий рівень знань та A-levels, а також інший цифровий контент через BBC Sounds і Red Button.
23 квітня 2020 року BBC провело благодійну акцію під назвою «The Big Night In» у співпраці між «Children in Need» і «Comic Relief». Шеф-кухар Джеймі Олівер випустив нову програму «Keep Cooking and Carry On» для Channel 4, а Чарлі Брукер випустив одноразову спеціальну програму «BBC Two» «Charlie Brooker's Antivirusal Wipe», щоб осмислити вплив пандемії та реакцію британського уряду.
12 травня було повідомлено, що британський уряд дозволить відновити телевізійне виробництво за сценарієм, якщо будуть вжиті заходи безпеки. «Еммердейл» і «Вулиця коронації» були одними з перших серіалів, які відновили виробництво. У липні 2020 року «Війна світів» стала першим британським драматичним серіалом, виробництво якого було відновлено. Кілька програм без сценаріїв, які зазвичай виробляються в інших країнах, було переміщено в країну, зокрема «Я знаменитість… Забери мене звідси!» — чия двадцята серія переїхала з Австралії до замку Ґуріх в Уельсі та «The Wall» — яке переїхало на «Вемблі Арена» після зйомок своєї першої серії в хабі «Endemol Shine» у Польщі. «Sky Studios» призупинила виробництво всіх вітчизняних драм, які передбачають зйомки за кордоном, принаймні до весни 2021 року. 13 грудня 2021 року Британський інститут кінематографії оголосив, що у Великій Британії на телевізійне виробництво були витрачені рекордні 4 мільярди фунтів. Під час пандемії COVID-19 телевиробництво впало. 4 мільярди фунтів стерлінгів у 2021 році порівнювали з 2,3 мільярдами фунтів стерлінгів, витраченими за той же період 2018-19 років.

### Країни MENASA

#### Бангладеш
Внаслідок пандемії COVID-19 у Бангладеш припинилося виробництво більшості телепродукції. Державне телебачення повторно транслювало старі шоу, такі як «Сонгспоток», «Усі ці дні та ночі», «Бохубріхі» та «Котао Кеу Ней». Також були повторно показані старі епізоди шоу «Ітіяді».

#### Індія
19 березня 2020 року в Індії припинено виробництво всіх телевізійних програм та фільмів. За словами головного міністра К. Чандрасекара Рао, зйомки, постпродакшн і кінотеатри почали відкриватися поетапно, починаючи з червня 2020 року. Тамільський супутниковий телеканал «Sun TV» раптово офіційно припинив виробництво 4 телевізійних мильних опер, таких як «Шоколад», «Ажагу», «Весільний подарунок» та «Таміл Селві» внаслідок карантинних заходів щодо COVID-19 в Індії, що також призвело до заборони поїздок між регіонами, та через те, що артисти відмовилися зніматися у цих телесеріалах на тлі побоювань COVID-19. Окрім «Sun TV», інші супутникові телеканали «Star Vijay», «Zee Tamil» і «Colours Tamil» з 23 березня 2020 року також почали транслювати старі серіали та фільми. Уряд штату Таміл Наду надав дозвіл на початок зйомок телевізійних мильних опер у середині травня 2020 року (21 травня 2020 року), дозволивши знаходження у приміщенні лише максимум 20 артистам, та попередивши про дотримання суворих карантинних правил під час зйомок. Станом на 25 травня 2020 року розпочалися зйомки телевізійних мильних опер, але уряд Таміл Наду ввів ще один карантин з 19 по 30 червня, що призвело до чергової зупинки телевізійного виробництва. Однак 7 липня 2020 року більшість зйомок телевізійних мильних опер знову відновилися, щоб транслювати вже нові епізоди.
Канал «Sun TV Network» повідомив, що транслюватиме нові епізоди своїх поточних телевізійних мильних опер, таких як «Шлюбний дім», «Жінки-керівники», «Троянда», «Канмані» та низки інших, починаючи з 27 липня 2020 року. Канал «Star Vijay» також заявив, що її телевізійні мильні опери в прайм-тайм такі як «Магазини Pandian», «Бхаратхі Каннамма», «Аютха Ежуту», «Мова вітру», «Тхаенможі БА», «Тиха симфонія» і «Баакіялакшмі», будуть транслюватися з новими епізодами з 27 липня 2020 року. Телеканал «Zee Tamil» також підтвердив, що його серіали в прайм-тайм і не в прайм-таймі, такі як «Гібіскус», «Хто ти, привид?», «Принцеса в місті», «Сіта з Ґокулама», «Приходь, щоб прикрасити тебе квітами», «Подвійна троянда», «Дочка короля», «Вічна усмішка», «Сатія» і «Ти моя золота весна» також були представлені новими епізодами від 27 липня 2020 року.

#### Саудівська Аравія
У Саудівській Аравії створена телепрограма «Ahlan Simsim: Friends Time», яка транслюватиметься на Близькому Сході та в Північній Африці, у якій персонажі спільного виробництва «Вулиці Сезам» зустрічаються через службу відеодзвінків.

#### Туреччина
Після кампанії, розпочатої акторами та знімальною групою різних серіалів, багато телевізійних мереж Туреччини тимчасово призупинили виробництво своїх телешоу та програм на невизначений термін. Частина телевізійних серіалів все ще продовжували зйомки.

### Африка на південь від Сахари

#### ПАР
Багато теленовел у ПАР оголосили перерву в зйомках на невизначений термін, унаслідок чого шоу, які планували знімати, скасували виробництво, оскільки телевізійні програми зіткнулися з раптовим перенесенням. Оскільки Південна Африка почала пом'якшувати обмеження, починаючи з 1 травня 2020 року, теленовели та телевізійні передачі в цілому було дозволено знімати, але лише з дотриманням правил соціального дистанціювання. Під час пандемії найбільш виграли телевізійні новини, оскільки більшість південноафриканців отримували інформацію про пандемію, що призвело до підвищення їх рейтингів у засобах масової інформації.